# Rauris
Rauris település Ausztriában, Salzburg tartományban a Zell am See-i járásban található. Területe 233,02 km², lakosainak száma 3 031 fő, népsűrűsége pedig 13 fő/km² (2014. január 1-jén). A település 950 méteres tengerszint feletti magasságban helyezkedik el.
A település részei:
- Bucheben (174 fő, 2011. október 31-én[3])
- Fröstlberg (68)
- Grub (62)
- Hundsdorf (195)
- Marktrevier (52)
- Rauris (1149)
- Seidlwinkl (340)
- Unterland (87)
- Vorstanddorf (101)
- Vorstandrevier (308)
- Wörth (318)
- Wörtherberg (210)

## Fordítás
- Ez a szócikk részben vagy egészben  a   Rauris című angol Wikipédia-szócikk ezen változatának fordításán alapul.  Az eredeti cikk szerkesztőit annak laptörténete sorolja fel. Ez a jelzés csupán a megfogalmazás eredetét és a szerzői jogokat jelzi, nem szolgál a cikkben szereplő információk forrásmegjelöléseként.